# Maxime Foerste
Maxime Foerste (* 13. Mai 1991) ist eine deutsche Schauspielerin.

## Leben
Maxime Foerste hatte ihren ersten Auftritt im Alter von fünf Jahren in drei Folgen der Fernsehserie Für alle Fälle Stefanie. In den Jahren danach spielte sie in verschiedenen Film- und Fernsehproduktionen mit, unter anderem Max Minsky und ich, Bella Martha oder Das Haus der schlafenden Schönen. Sie nahm in den Jahren 2007 bis 2008 privaten Schauspielunterricht und absolvierte ein Praktikum an der Hochschule für Schauspielkunst Ernst Busch in Berlin. 2011 schloss sie die Schule mit dem Abitur ab. Sie betreibt Eiskunstlauf und nahm an den Deutschen Meisterschaften teil.

## Filmografie
- 1997: Für alle Fälle Stefanie (Fernsehserie, 3 Folgen)
- 2001: Bella Martha
- 2003: Wie tauscht man seine Eltern um?
- 2005: Ein Fall für zwei (Fernsehserie, 1 Folge)
- 2005: Endlich Urlaub!
- 2006: Die Liebe kommt selten allein
- 2006: Das Haus der schlafenden Schönen
- 2007: Max Minsky und ich
- 2008: In aller Freundschaft (Fernsehserie, 1 Folge)
- 2013–2014: Aktenzeichen XY … ungelöst (Fernsehreihe, 2 Folgen)